# Zintánské brigády
Zintanské brigády jsou ozbrojené jednotky patřící k městu Zintan a jeho okolí. Jsou spojenci Libyjské národní armády, ale nepatří k ní. Hrály velkou roli v Libyjské revoluci, díky které byl svržen Muammar Kaddáfí, a také jsou zapojené do Libyjského konfliktu z roku 2014 na anti-islamistické straně. Na libyjském politickém spektru jsou považováni za liberální.

## Organizace
Zintanské brigády jsou pod vedením Zintanské revolucionářské vojenské rady a skládají se z:
- Blesková brigáda (Sawaiq)
- Brigáda Qaaqaa
- Občanská brigáda (لواء المدني)

Prapor letecké obrany (pro Tripolské mezinárodní letiště) je spojován se Zintanskými brigádami, ale jeho reálné postavení je neznámé.

## Dějiny
Zintanská revolucionářská vojenská rada byla založena v květnu roku 2011 za účelem organizace vojenských zájmů a efektivity 23 milicií Zintanu a Nafuských hor. Rada je jednou z nejsilnějších milicií Zintanu. Zintanské brigády zadržovaly Saif al-Islam Kaddáfí po jeho zajetí v listopadu roku 2011. Jeden z jejích vůdců, Osama al-Juwali, byl libyjským ministrem obrany od listopadu 2011 do listopadu 2012. Brigáda je v současnosti vedena Mukhtarem Kalifahem Shahubem, bývalým námořním důstojníkem. Skupina vlastní spoustu arabsky mluvících mediálních prostředků. Jedním z nich je například televizní program Libya al-Watan a několik stránek na Facebooku.

Zintanské brigády zastávají velkou roli v konfliktu po spuštěni operace Dawn proti Tripolskému mezinárodnímu letišti, protože jsou zodpovědné za jeho obranu.